# Don Arden
Don Arden, właśc. Harry Levy (ur. 4 stycznia 1926 w Manchesterze, zm. 21 lipca 2007 w Los Angeles) – brytyjski menedżer grup rockowych Black Sabbath, Small Faces i Electric Light Orchestra, ojciec Sharon Osbourne.

## Życiorys
W muzycznym biznesie znany był ze swoich niekonwencjonalnych metod negocjacji, wśród których było m.in. bicie, przestrzeliwanie kolan czy groźby wyrzucenia przez okno. Arden zatrudniał do tego umięśnionych asystentów, w dodatku często uzbrojonych.
Do historii przeszedł incydent z 1966 roku, kiedy Arden wraz z towarzystwem goryli odwiedził w biurze impresaria Roberta Stigwooda. Menedżer zagroził mu wyrzuceniem przez okno, jeśli nie przestanie się wtrącać w jego interesy związane z grupą Small Faces.
Pod koniec lat 70. z zespołu Black Sabbath wyrzucił wokalistę Ozzy’ego Osbourne’a. To właśnie wtedy z Ozzym zaczęła się spotykać Sharon, córka Ardena. Od swojego ojca przejęła opiekę nad interesami wokalisty, co doprowadziło Don Ardena do wściekłości. Podczas jednego ze spotkań, psy Ardena zaatakowały ciężarną Sharon, która w efekcie straciła dziecko. Przez kolejne 20 lat córka nie utrzymywała żadnego kontaktu z ojcem. Jednak na skutek mediacji Ozzy’ego, jego żona pogodziła się z ojcem, co przedstawiono w reality show Rodzina Osbourne’ów. Wówczas Arden spotkał się ze swoimi wnukami: Jackiem, Kelly i Aimee.
W ostatnich latach życia cierpiał na chorobę Alzheimera.